# NGC 5938
NGC 5938 је спирална галаксија у сазвежђу Јужни троугао која се налази на NGC листи објеката дубоког неба.
Деклинација објекта је - 66° 51' 33" а ректасцензија 15h 36m 26,1s. Привидна величина (магнитуда) објекта NGC 5938 износи 10,9 а фотографска магнитуда 11,7. Налази се на удаљености од 27,5000 милиона парсека од Сунца. NGC 5938 је још познат и под ознакама ESO 99-7, AM 1531-664, IRAS 15317-6641, PGC 55582.